# Blood (film, 2000)
Pour les articles homonymes, voir Blood.
Blood est un film britannique réalisé par Charly Cantor en 2000.

## Synopsis
Scientifique de renommée internationale, Carl Dyson a mis au point un remède à base de sang humain. Son premier cobaye n'est autre que Lix, une ancienne toxicomane qu'il héberge chez lui. Celle-ci va lui révéler que le sang humain peut-être une drogue extrêmement puissante. Devant les effets euphoriques, Carl ne résiste pas à la tentation de goûter ce nouvel élixir. Leur dépendance de plus en plus excessive va les conduire vers une effroyable destinée...

## Fiche technique
- Titre : Blood
- Réalisateur : Charly Cantor
- Scénario: Charly Cantor
- Musique : Vince Clarke
- Photographie : Katie Swain
- Société de distribution : The Asylum et IndieFlix
- Pays de production :  Royaume-Uni
- Genre : Horreur, fantastique, drame
- Durée : 123 minutes
- Dates de sortie :
  - Suisse : 25 mai 2000 (Festival international du film fantastique de Neuchâtel 2000)
- Film interdit aux moins de 12 ans en France.

## Distribution
- Adrian Rawlins : Carl Dyson
- Paul Herzberg : Don
- Phil Cornwell : Doug
- Lee Blakemore : Lix
- Amelda Brown : Janie
- Elizabeth Marmur : Heather Dyson
- Michael McKell : Guy
- Nicolas Harvey : Jack Dyson
- Chris Roebuck : Socks
- Jeremy Colton : Mikey
- Wendy Cooper : Jen
- Veronica Clifford : domestique
- Johann Myers : Mike
- Phil Richford : Rick
- Anthony James Berowne : conducteur du van
- Mark Oldknow : père de Sock
- James Cameron Stewart : Journaliste (voix)
- Teresa Gallagher : Journaliste (voix)

## Récompenses
- 2000 : Festival international du film fantastique de Neuchâtel : Mention spéciale du jury